# Voo China Airlines 825
O Voo China Airlines 825 foi um voo de passageiros programado da China Airlines do Aeroporto de Songshan para o Aeroporto Internacional Kai Tak, em Hong Kong. Em 20 de novembro de 1971, um Sud Aviation SE-210 operando esta rota se desintegrou no ar sobre as ilhas Penghu, matando todos os 25 ocupantes a bordo.

## Aeronave

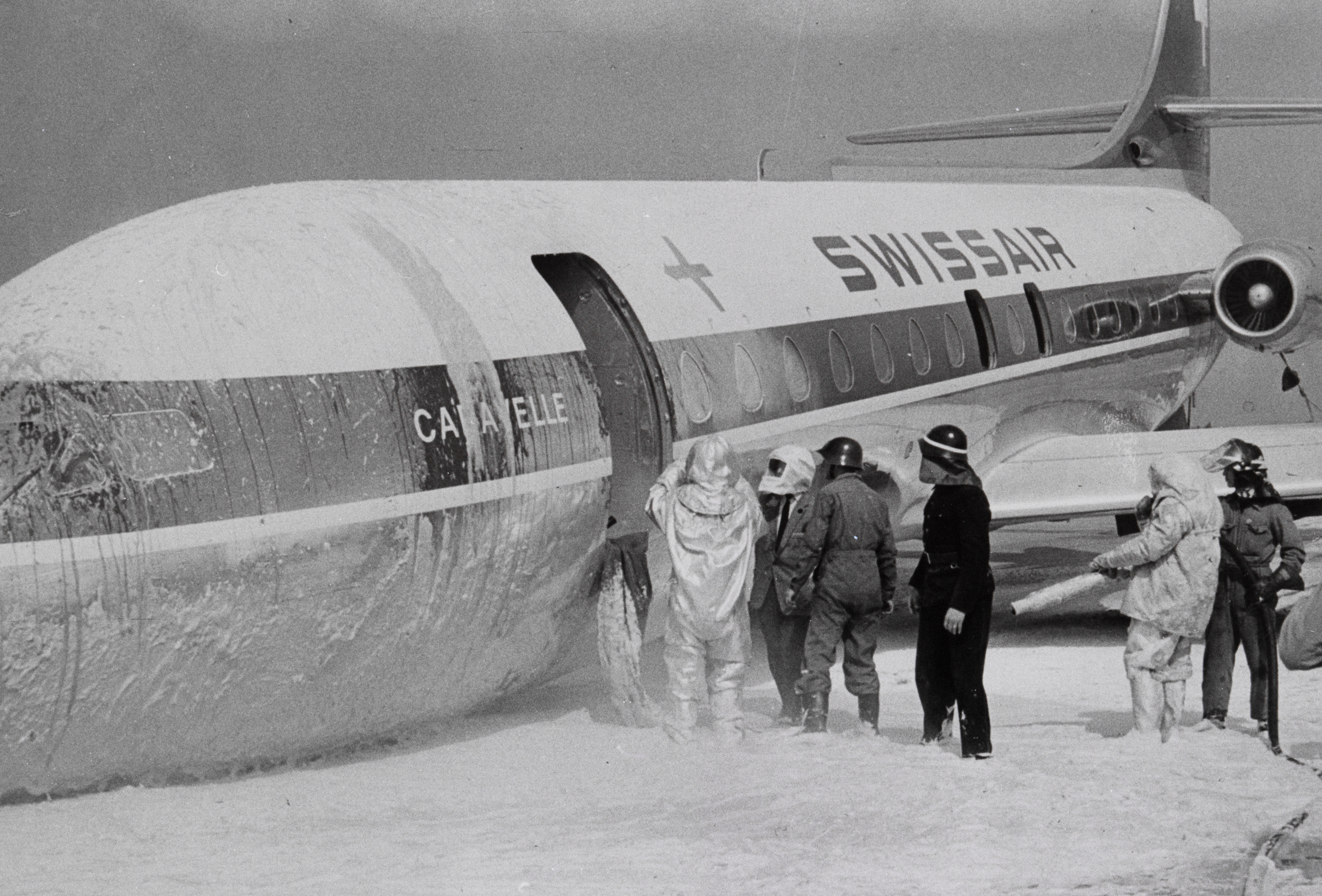
A aeronave após o pouso de emergência.

A aeronave envolvida era um Sud Aviation SE-210 Caravelle III construído em março de 1962, novo na Swissair com o prefixo HB-ICT. A aeronave se envolveu em um acidente separado como o Voo Swissair 142 em 25 de abril de 1962, onde teve problemas com o trem de pouso do nariz em rota de Genebra, Suíça para Paris, França. Devido à manutenção insatisfatória e falta de combustível, o voo foi desviado pelo controle de tráfego aéreo para o Aeroporto de Zurique. A aeronave pousou em Zurique com o trem do nariz retraído, causando um incêndio embaixo da cabine. Todas as 72 pessoas a bordo foram evacuadas com segurança. A aeronave foi reparada e voltou ao serviço. Em 12 de janeiro de 1971, a aeronave foi transferida para a China Airlines e recebeu o prefixo B-1852.

## Passageiros
Havia 10 passageiros a bordo além dos taiwaneses: 3 japoneses, 3 iranianos, 2 singapurianos, 1 vietnamita e 1 brasileiro, Lauro Muller Neto, embaixador do Brasil em Taiwan na época.
| Nacionalidade | Passageiros | Tripulantes | Total |
| ------------- | ----------- | ----------- | ----- |
| Taiwan        | 7           | 8           | 15    |
| Japão         | 3           | -           | 3     |
| Irão          | 3           | -           | 3     |
| Singapura     | 2           | -           | 2     |
| Vietnã do Sul | 1           | -           | 1     |
| Brasil        | 1           | -           | 1     |
| Total         | 17          | 8           | 25    |